# Hans Bouwmeester
Hans Bouwmeester (* 16. September 1929 in Haarlem) ist ein niederländischer Schachspieler. Er ist Internationaler Meister. 

## Nahschach
Hans Bouwmeester vertrat die Niederlande bei den Schacholympiaden 1956, 1960, 1962, 1964, 1966, 1968 und 1970. 1954 belegte er im Zonenturnier München Platz 15, im gleichen Jahr gewann er das Hoogovens-Turnier in Beverwijk. Dafür erhielt er von der FIDE den Titel Internationaler Meister. Nach zwei Vizemeistertiteln 1957 und 1967 wurde er 1968 schließlich niederländischer Meister. In der niederländischen Mannschaftsmeisterschaft spielte er zuletzt in der Saison 2002/03 mit Utrecht in der höchsten Spielklasse, der Meesterklasse.
Bouwmeester hat seit der niederländischen Mannschaftsmeisterschaft 2009/10 keine Elo-gewertete Partie mehr gespielt und wird daher bei der FIDE als inaktiv gelistet.

## Fernschach
Mitte der 1960er Jahre begann Bouwmeester sporadisch Fernschach zu spielen. 1968 gewann er die niederländische Meisterschaft,  1981 siegte er im Jubiläumsturnier "20 Jahre Europe Echecs". Dafür verlieh ihm der Weltfernschachverband ICCF den Titel Fernschach-Großmeister. Im kanadischen Einladungsturnier Bernard Freedman-Memorial belegte er 1988 ungeschlagen Platz 1 mit 11 von 13 Punkten.

## Schachjournalist
Bouwmeester gab mehrere Bücher heraus, etwa 1980 "Der Weg zur Meisterschaft". 

## Privat
Bouwmeester arbeitete von 1950 bis 1954 als Volksschullehrer, danach bis 1984 als Dozent für Mathematik. Nach 1984 legte er seinen Schwerpunkt auf die Arbeit als Schachjournalist.